# 신일본문학회
신일본문학회(일본어: 新日本文学会)는 일본의 문학 직능단체이다. 1945년 12월 결성되었으며 작가, 시인과 문학평론가들이 가입하여 활동하였다. 전후 일본의 대표적인 문학 단체들 중 하나로 고레히토 구라하라, 미야모토 유리코, 나카노 시게하루 등이 주도하였다. 일본공산당과의 연계 속에서 활동하였으나 1960년대 안보 투쟁 과정을 거치며 결별하였다. 그 이후로 점차 쇠퇴하다가 2005년 해체하였다. 월간지로 《신일본문학》(일본어: 新日本文学)을 발행해왔다.